# Parauchenoglanis pantherinus
Parauchenoglanis pantherinus es una especie de pez de la familia Claroteidae en el orden de los Siluriformes.

## Morfología
• Los machos pueden llegar alcanzar los 11,2 cm de longitud total.

## Hábitat
Es un pez de agua dulce y de clima tropical.

## Distribución geográfica
Se encuentran en África: río Ntem en Camerún y río Bono en  Guinea Ecuatorial.